# غوستاف أفراكوتوس
غوستاف لاسكاريس أفراكوتوس (بالإنجليزية: Gust Avrakotos)‏ (14 يناير 1938 - 1 ديسمبر 2005) كان ضابط الحالة الأمريكي ورئيس فرقة العمل الأفغانية لوكالة المخابرات المركزية الأمريكية.
لم يكن أفراكوتوس معروفًا للجمهور حتى نشر كتاب حرب تشارلي ويلسون: القصة الاستثنائية لأكبر عملية سرية في التاريخ ، من تأليف جورج كريل،  في عام 2003. كان الكتاب الذي يصور تورط الولايات المتحدة في الحرب السوفيتية-الأفغانية على أنها شراكة بين أفراكوتوس وتشارلز ويلسون عضو الكونغرس في تكساس، هو أساس فيلم حرب تشارلي ويلسون ، الذي صدر عام 2007.

## السيرة الوظيفية
ولد أفراكوتوس في أليكويبا ، ولاية بنسلفانيا، ابن شركة تصنيع المشروبات الغازية الأمريكية اليونانية، من جزيرة ليمنوس. وعمل لفترة وجيزة في جونز وافلين الصلب مطحنة في أليكويبا قبل التخرج الطالب المتفوق من أليكويبا المدرسة الثانوية في عام 1955. التحق في البداية بالكلية في معهد كارنيجي للتكنولوجيا، لكنه غادر بعد عامين بسبب الضغط على الشؤون المالية للأسرة. وجد العمل في مصنع الصلب المحلية. كما كان يبيع البيرة والسجائر إلى الحانات التي يرتادها المهاجرون من أوروبا الشرقية والوسطى. عاد إلى الكلية في جامعة بيتسبرغ، حيث تخرج بدرجة امتياز مع مرتبة الشرف في الاقتصاد. 
التحق بوكالة الاستخبارات المركزية عام 1962، وبسبب طلاقته في اللغة اليونانية، تم تكليفه بالمشاركة في مهمة معادية للشيوعية في اليونان. تم تكليفه أيضًا بمهمة في وكالة المخابرات المركزية لانغلي بولاية فرجينيا.
كان أفراكوتوس رقم أربعة في التسلسل الهرمي لمحطة وكالة المخابرات المركزية في أثينا في عام 1974 (ستايسي هولسي كان رئيس ونائب رون إستس). التقى رون إستس وأفراكوتوس بالديكتاتور اليوناني في ذلك الوقت، العميد ديميتريوس إيوانيديس، رئيس الشرطة العسكرية، لتحذيره من تصاعد التوتر مع رئيس الأساقفة مكاريوس بسبب خطر رد الفعل التركي. حدثت هذه الاجتماعات الموثقة يومي 7 و20 يونيو 1974. ومع ذلك، قرر رئيس الأساقفة مكاريوس، رئيس قبرص آنذاك، إنهاء تدخل الطغمة العسكرية اليونانية المستمر ضد جمهوريته الفتية، وبالتالي مواجهة الديكتاتور إيوانديس بشكل مباشر وعلني. يبدو أنه عازم على طرد جميع الأفراد العسكريين اليونانيين من قبرص. إذن، قام أيوانيس بانقلاب مذهل ضد رئيس الأساقفة / الرئيس مكاريوس، بقصف مقر الرئاسة في نيقوسيا، من أجل إنهائه جسديًا. توفي لواندوس في عام 2010 وأفراكوتوس في عام 2005، ولم يكشف أي منهم عن أي شيء عن تفاعلهم في عام 1974. وكذلك لم يفعل عميل وكالة المخابرات المركزية الأمريكية اليونانية بيتر كوروميلاس الذي توفي في عام 2007.
وفقًا لكتاب حرب تشارلي ويلسون ، فقد نصح بشكل غير رسمي زملائه في المجلس العسكري باغتيال أندرياس باباندريو. 
في الثمانينيات من القرن الماضي، أثناء وجوده في لانغلي، قاد أفراكوتوس عملية الإعصار، وهي أكبر عملية سرية في تاريخ وكالة المخابرات المركزية. من خلال الوسطاء، ومعظمهم من ضباط الحق في الاستخبارات الباكستانية في باكستان، قامت وكالة الاستخبارات المركزية الأمريكية بتسليح المجاهدين في أفغانستان خلال الحرب السوفيتية - الأفغانية. قابل أفراكوتوس أخيرًا عضو الكونجرس تشارلي ويلسون من الدائرة الثانية في الكونغرس في تكساس. تعاونوا معًا لزيادة التمويل للمتمردين بشكل كبير، وساعدوا معًا في إقناع مسؤولين من مصر وباكستان والصين وإسرائيل والمملكة العربية السعودية وأماكن أخرى لزيادة الدعم للقضية. انتزع أفراكوتوس أيضًا مايكل جي. فيكرز من الغموض في المجموعة شبه العسكرية بوكالة الاستخبارات المركزية لتجديد إستراتيجية المجاهدين. حثهم فيكرز على إسقاط إنفيلد ريفل لصالح مزيج من الأسلحة مثل AK-47 ، وإدخال تكتيكات جديدة وتدريبات ولوجستية. 
في عام 1985 شهد على مجموعة داخل الحكومة، بما في ذلك أوليفر نورث، وبود مكفارلين، وبعض أعضاء مجلس الأمن القومي، وغيرهم ممن يحاولون إدارة تجارة الأسلحة مقابل الرهائن الإيرانيين باستخدام وكالة المخابرات المركزية. أخبر رئيسه كلير جورج أن تجارة إيران كونترا كانت كارثة في طور الإعداد، لأنه لم يثق في مانوشير غربانيفار أو الإسرائيليين الذين دفعوا المخطط، ورأى أن الناس مثل الشمال «هامش مجنون» الذين حاولوا في وقت سابق جلب الأفكار الغريبة في الحرب الأفغانية. كما حذر أفراكوتوس جورج من أن المخطط غير قانوني وكتب مذكرة بارزة وزعت داخل وكالة المخابرات المركزية بهذا المعنى. وفقًا للمؤلف جورج كيلي، عاقبت البيروقراطية أفراكوتوس على معارضته، ثم أبعدته إلى وظيفة لا تفعل شيئًا دون مسؤولية تذكر، تمامًا مثلما حقق أكبر نجاح له، وهو البرنامج الأفغاني، نتائج.   تم إعادة تعيين أفراكوتوس «تماماً كما أسقطت قاذفات صواريخ ستينغر المضادة للطائرات أول سفن حربية سوفيتية» وبعد دور قصير في مهمة أفريقية، تقاعد من وكالة المخابرات المركزية في عام 1989.  كانت تنبؤات غوست حول إيران - كونترا دقيقة، حيث أن قضية إيران - كونترا أسفرت عن العديد من الملاحقات القضائية للمسؤولين الحكوميين وسنوات من جلسات الاستماع والجدال في الكونغرس.
ثم عمل أفراكوتوس في شركة TRW في روما وفي شركة نيوز كورب، حيث بدأ في نشرته في رسالة إخبارية حول ذكاء الأعمال، يعمل في روما وماكلين، عاد إلى وكالة المخابرات المركزية كمقاول من عام 1997 حتى عام 2003. 
توفي أفراكوتوس بسكتة دماغية في عام 2005. 

## في الثقافة الشعبية
تم تصوير أفراكوتوس في فيلم Charlie Wilson's War لعام 2007 من قبل Philim Seymour Hoffman الحائز على جائزة الأوسكار. تم ترشيح هوفمان لجائزة الأوسكار لأفضل ممثل مساعد عن تصويره لأفراكوتوس. 

## روابط خارجية
- غوست Lascaris Avrakotos في NameBase